# Юдеохристиянство

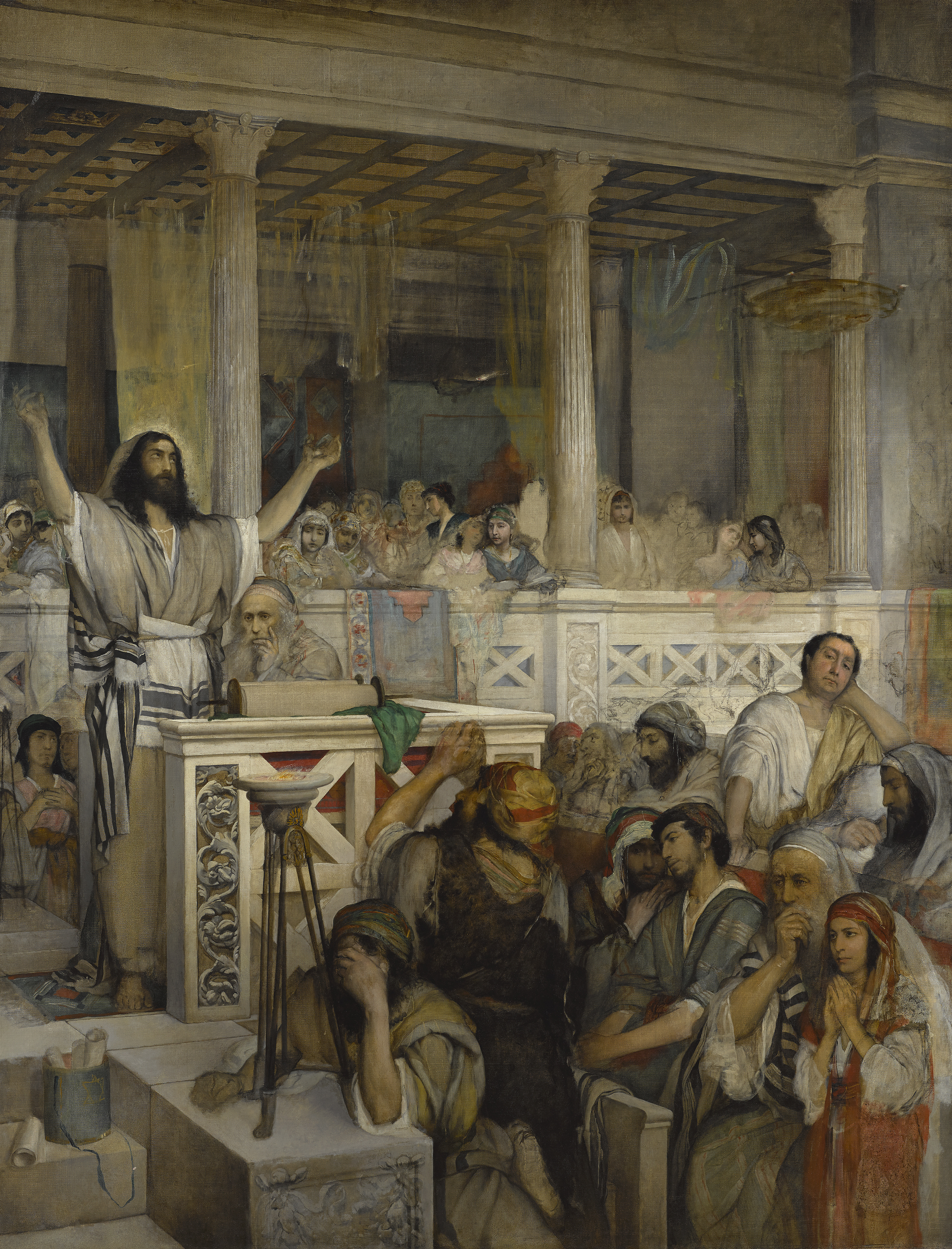
Христос проповідує в Капернаумі, живопис Маврикій Готтліб, 1878—1879, Національний музей у Варшаві

Юдеохристиянство — сукупна назва для різних течій євреїв-християн періоду раннього християнства. Згідно з Новим Заповітом, до юдеохристиян належала перша апостольська громада. 
Більшість перших послідовників Ісуса були юдеями. Всі вони зберігали давньоєврейську мову як священну, дотримувались шаббату та робили обрізання. Остаточне відділення їх від юдаїзму відбулось близько 80 року: внесення Синедріоном в Ямнії (Явне) в текст центральної єврейської молитви «Вісімнадцять благословень» прокляття донощикам і відступників («малшінім»). Таким чином, юдеохристияни були відлучені від юдейської громади. Причиною цьому стали події Першої Юдейської війни.
Після апостольського часу вони більш відомі як назаряни. До сучасних близьких релігійних течій відносять месіанський юдаїзм.